# Wurmkopf
Wurmkopf är en bergstopp i Österrike.   Den ligger i distriktet Zell am See och förbundslandet Salzburg, i den centrala delen av landet, 270 km väster om huvudstaden Wien. Toppen på Wurmkopf är 2 451 meter över havet, eller 168 meter över den omgivande terrängen. Bredden vid basen är 1,1 km.
Terrängen runt Wurmkopf är bergig åt nordost, men åt sydväst är den kuperad. Närmaste större samhälle är Saalfelden am Steinernen Meer, 6,9 km sydväst om Wurmkopf. 
Trakten runt Wurmkopf består i huvudsak av gräsmarker. Runt Wurmkopf är det ganska glesbefolkat, med 34 invånare per kvadratkilometer.